# Jakobikirke (Lübeck)
Jakobikirken i Lübeck blev oprettet i 1334 som fiskernes kirke. Jakobikirken er i dag en af de mest kendte kirker i hansebyen. Kirken er indviet til apostelen Jakob. Dens prædikestol er fra 1698. Kirkens alter er fra 1698. Alteret blev bygget af Hieronymus Hassenberg.

## Pastorer
- ca. 1480–ca. 1495: Levo Leve
- 1530–1574: Peter Christian von Friemersheim
- 1613–1625: Hermann Wolff († 1625)
- 1610–1613: Adam Helms (1579–1653), prædikant
- 1626–1661: Gerhard Winter (1589–1661)
- 1662–1685: Heinrich Engenhagen (1615–1685), prædolamt siden 1643
- 1691–1696: Hermann Westhoff (denyngre) (1635–1696)
- 1695–1706: Heinrich Dürkop (1671–1731), prædikant
- 1697–1706: Levin Burchard Langschmidt (1654–1722)
- 1739–1767: Georg Hermann Richerz (1716–1767)
- 1745–1752: Johann Jacob von Melle (1721–1752)
- 1767–1788: Peter Hermann Becker (1730–1788)
- 1801–1831: Heinrich Caspar Münzenberger (1764–1831)
- 1840–1868: Marcus Jochim Carl Klug (1799–1872)
- 1868–1891: Gustav Hofmeier (1826–1893)
- 1889–1915: Heinrich Lindenberg (1842–1924), 1889 Archidiaconus, 1891 Hauptpastor, 1909–1914 zugleich Senior
- 1928–1944: Axel Werner Kühl (1893–1944)